# Olympische Sommerspiele 2024/Segeln – Formula Kite (Männer)
Die Segelregatta in der Formula Kite der Männer bei den Olympischen Sommerspielen 2024 fand vom 4. bis 9. August vor dem Marina de Marseille statt. Erstmals in der olympischen Geschichte wurde somit ein Wettkampf im Kitesurfen ausgetragen.

## Wettkampfmodus
Zunächst wurde eine Qualifikation über maximal 16 Wettfahrten ausgetragen. Die zehn besten Surfer qualifizierten sich für die nächste Wettkampfphase, wobei die beiden topplatzierten Surfer direkt ins Finale vorrückten, die Surfer auf den Plätzen drei bis zehn zogen ins Halbfinale ein. Die acht Halbfinalisten wurden in zwei Gruppen aufgeteilt, deren Verteilung sich nach der Platzierung in der Qualifikation richtete. Die Regatten endeten, sobald ein Surfer drei Rennsiege erzielt hatte. Der in der Qualifikation jeweils bestplatzierte Surfer jeder Halbfinalgruppe startete mit zwei Rennsiegen in den Wettkampf, der nächstbeste Surfer mit einem Rennsieg, womit die Regatta mindestens eine Wettfahrt und maximal sechs Wettfahrten umfasste. Der Gewinner jeder Halbfinalgruppe zog ins Finale ein, in dem ebenfalls drei Rennsiege für den Gesamtsieg nötig waren. Hier startete der Gewinner der Qualifikation mit zwei Rennsiegen, der zweitplatzierte Surfer der Qualifikation startete mit einem Rennsieg.

## Zeitplan
| ● | Regatta | ● | Medaillenrennen |

| Datum   | August  | August | August | August | August     | August |
| Datum   | 4. So.  | 5. Mo. | 6. Di. | 7. Mi. | 8. Do.     | 9. Fr. |
| ------- | ------- | ------ | ------ | ------ | ---------- | ------ |
| Regatta | 1/2/3/4 | 5      | 6/7    | 8      | Halbfinale | MR     |

## Ergebnisse
| - † = Streichergebnis - UFD = „U“ flag disqualification (Disqualifiziert (Start unter „U“-Flagge)) - BFD = „Black“ flag disqualification (Disqualifiziert (Start unter schwarzer Flagge)) - RDG = Redress given (Anerkannte Abhilfe) - DNF = Did not finish (Rennen nicht beendet) - DNC = Did not contested (Nicht in den Startbereich gekommen) - DPI = Discretionary Penalty Imposed (Ermessensstrafe verhängt) - DSQ = Disqualifikation - RET = Retired (Zurückgezogen nach Wettbewerbsbeginn) - OCS = On the course side of the starting line (Falsche Position bei Start) |

### Qualifikation
Die Regatten 8 bis 16 wurde aufgrund zu schwacher Windbedingungen abgesagt.
| Rang | Athlet               | Nation              | Regatta | Regatta | Regatta | Regatta | Regatta | Regatta | Regatta | Punkte | Punkte                |
| Rang | Athlet               | Nation              | 1       | 2       | 3       | 4       | 5       | 6       | 7       | Gesamt | Mit Streich- ergebnis |
| ---- | -------------------- | ------------------- | ------- | ------- | ------- | ------- | ------- | ------- | ------- | ------ | --------------------- |
| 1    | Toni Vodišek         | Slowenien           | 2       | 5       | 1       | 3       | 10†     | 1       | 12†     | 34     | 12                    |
| 2    | Maximilian Maeder    | Singapur            | 5       | 1       | 2       | 21† DNF | 3       | 10†     | 4       | 46     | 15                    |
| 3    | Riccardo Pianosi     | Italien             | 10†     | 6       | 8       | 14†     | 1       | 4       | 1       | 44     | 20                    |
| 4    | Valentin Bontus      | Österreich          | 1       | 2       | 5       | 8       | 4       | 21† DSQ | 20†     | 61     | 20                    |
| 5    | Jannis Maus          | Deutschland         | 8       | 9†      | 11†     | 2       | 2       | 7       | 2       | 41     | 21                    |
| 6    | Axel Mazella         | Frankreich          | 7       | 13†     | 9†      | 1       | 5       | 2       | 7       | 44     | 22                    |
| 7    | Bruno Lobo           | Brasilien           | 3       | 7       | 10†     | 4       | 15†     | 9       | 5       | 53     | 28                    |
| 8    | Connor Bainbridge    | Großbritannien      | 4       | 8       | 3       | 7       | 7       | 11†     | 11†     | 51     | 29                    |
| 9    | Markus Edegran       | Vereinigte Staaten  | 13†     | 12      | 7       | 16†     | 6       | 3       | 3       | 60     | 31                    |
| 10   | Huang Qibin          | China               | 6       | 16†     | 4       | 5       | 14†     | 13      | 6       | 64     | 34                    |
| 11   | Kameron Maramenidis  | Griechenland        | 9       | 10      | 6       | 12†     | 8       | 6       | 14†     | 65     | 39                    |
| 12   | Denis Taradin        | Zypern              | 11      | 4       | 12      | 6       | 16†     | 16      | 19†     | 84     | 49                    |
| 13   | Dor Zarka            | Israel              | 15      | 3       | 21† DSQ | 9       | 12      | 21† UFD | 13      | 94     | 52                    |
| 14   | Martin Dolenc        | Kroatien            | 14†     | 14      | 18†     | 13      | 13      | 5       | 8       | 85     | 53                    |
| 15   | Lukas Walton-Keim    | Neuseeland          | 12      | 18†     | 13      | 10      | 17      | 8       | 18†     | 96     | 60                    |
| 16   | Maksymilian Żakowski | Polen               | 21† UFD | 11      | 14      | 15†     | 11      | 14      | 10      | 96     | 60                    |
| 17   | Tiger Tyson          | Antigua und Barbuda | 16      | 19†     | 19†     | 17      | 9       | 18      | 9       | 107    | 69                    |
| 18   | Joseph Weston        | Thailand            | 19†     | 17      | 16      | 11      | 19†     | 17      | 17      | 116    | 78                    |
| 19   | Jean de Falbaire     | Mauritius           | 17      | 15      | 15      | 21† RET | 21† DPI | 15      | 16      | 120    | 78                    |
| 20   | Victor Bolaños       | Kolumbien           | 18†     | 20†     | 17      | 18      | 18      | 12      | 15      | 118    | 80                    |

### Halbfinale

#### Halbfinale A
| Rang | Athlet           | Nation     | Verdiente Siege | Regatta | Regatta | Gesamtgewinne |
| Rang | Athlet           | Nation     | Verdiente Siege | 1       | 2       | Gesamtgewinne |
| ---- | ---------------- | ---------- | --------------- | ------- | ------- | ------------- |
| 1    | Riccardo Pianosi | Italien    | 2               | 2       | 1       | 3             |
| 2    | Axel Mazella     | Frankreich | 1               | 3       | 2       | 1             |
| 3    | Bruno Lobo       | Brasilien  | 0               | 1       | 3       | 1             |
| 4    | Huang Qibin      | China      | 0               | 4       | 4 SCP   | 0             |

#### Halbfinale B
| Rang | Athlet            | Nation             | Verdiente Siege | Regatta | Gesamtgewinne |
| Rang | Athlet            | Nation             | Verdiente Siege | 1       | Gesamtgewinne |
| ---- | ----------------- | ------------------ | --------------- | ------- | ------------- |
| 1    | Valentin Bontus   | Österreich         | 2               | 1       | 3             |
| 2    | Jannis Maus       | Deutschland        | 1               | 2       | 2             |
| 3    | Connor Bainbridge | Großbritannien     | 0               | 3       | 1             |
| 4    | Markus Edegran    | Vereinigte Staaten | 0               | 4       | 0             |

### Finale
| Rang | Athlet            | Nation     | Verdiente Siege | Regatta | Regatta | Regatta | Gesamtgewinne |
| Rang | Athlet            | Nation     | Verdiente Siege | 1       | 2       | 3       | Gesamtgewinne |
| ---- | ----------------- | ---------- | --------------- | ------- | ------- | ------- | ------------- |
| 1    | Valentin Bontus   | Österreich | 0               | 1       | 1       | 1       | 3             |
| 2    | Toni Vodišek      | Slowenien  | 2               | 4 SCP   | 4 DPI   | 4       | 2             |
| 3    | Maximilian Maeder | Singapur   | 1               | 2       | 2       | 3       | 1             |
| 4    | Riccardo Pianosi  | Italien    | 0               | 3       | 3       | 2       | 0             |